# Chūya Nakahara
Pour les articles homonymes, voir Nakahara.
Chūya Nakahara (中原 中也, Nakahara Chūya), né le 29 avril 1907 dans la préfecture de Yamaguchi et décédé le 22 octobre 1937 à Tokyo, était un poète japonais.
Beaucoup le qualifient de « Rimbaud japonais » pour ses affinités avec le poète français dont il traduisit les poèmes en 1934 ainsi qu'une partie de la correspondance avec Paul Verlaine. Il traduisit aussi certains poèmes de Baudelaire et d'autres, de Francis Carco. 
Parmi ses poèmes, Asa no uta et Asei sont considérés comme ses chefs-d’œuvre. Avant-gardiste, Chûya est l'un des grands rénovateurs de la poésie japonaise.

## Biographie
Au début de la vie de Chūya Nakahara, son père, qui était médecin militaire, fut nommé à Hiroshima ainsi qu'à Kanazawa, et retourna à Yamaguchi, en 1914. En 1915, le jeune frère de Chūya Nakahara décède. Rempli de chagrin, Chūya se tourne vers la poésie. Il propose à un journal local de publier ses trois premières créations en 1920, alors qu'il n'était encore qu'à l'école élémentaire. En 1923, il fréquente la Ritsumeikan Middle School de Kyoto. Il sera par la suite diplômé de l'École des langues étrangères de Tokyo.

## Itinéraire littéraire

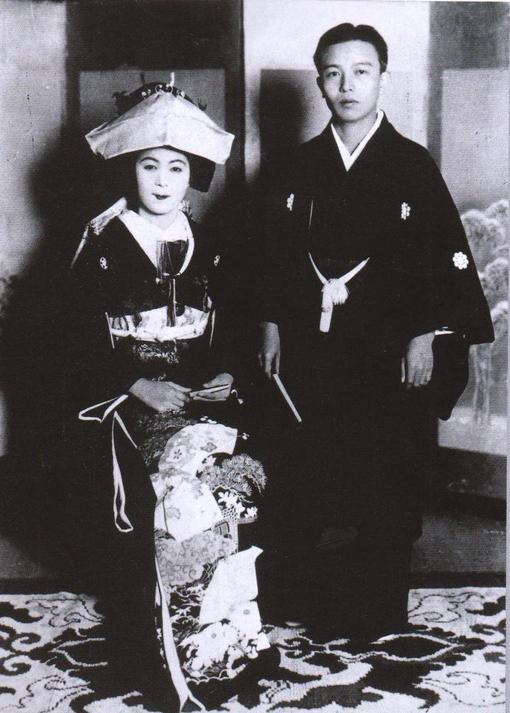
Nakahara Chūya et Takako Ueno se sont mariés en 1933.

Chūya Nakahara fut d'abord introduit au dadaïsme grâce à Takahashi Shinkichi et à Tominaga Taro. A Tokyo, où il s'installe, il rencontre Tetsutarō Kawakami et Shōhei Ōoka, qui deviennent des amis. Grâce à l'entremise du critique littéraire Kobayashi Hideo, il fut sensibilisé à la poésie symboliste française et au dada, notamment Arthur Rimbaud et Paul Verlaine. L'influence de Rimbaud devait devenir déterminante, au point où Chūya se reconnaîtrait dans le mode de vie bohème de Rimbaud. Les premiers poèmes de Chūya utilisent les haïku et tanka mais en variant les mesures rythmiques pour produire des effets musicaux.
Les premières œuvres de Chūya furent rejetées par plusieurs éditeurs. Il fut en revanche accepté au sein de magazines littéraires plus modestes tels que Yamamayu. Chūya restera l'ami de Kobayashi pendant toute sa vie, bien que ce dernier lui ait arraché sa petite amie peu de temps après avoir rencontré le jeune poète.  Toutefois, Chūya se maria et eut deux enfants, dont l'un des deux mourut très vite. Cependant, la mort de son fils, auquel il paraissait s'identifier, provoqua une grave dépression chez le poète, dont l'impression se retrouve dans sa poésie. Il fut attiré par le christianisme dès l'âge de quinze ans mais ne fut jamais baptisé. Marqué par Rimbaud et Verlaine, Chūya Nakahara n'eut pas le temps de visiter la France comme il le rêvait.
Âgé de trente ans, Chūya Nakahara mourut d'une méningite.

## Postérité
L'un des recueils de Chūya Nakahara, Yagi no Uta (La Chanson de la chèvre), publié en 1934, parut de son vivant. Il publia aussi Arishi Hi no Uta (La chanson des jours passés) juste avant sa mort. De son vivant, il n'était pas considéré comme un poète majeur, mais il fut reconnu assez vite. Il est aujourd'hui étudié dans les établissements scolaires japonais. Bien que Nakahara dissimulât à peine sa critique du militarisme nationaliste des années 1930 dans ses poèmes, Kobayashi Hideo, nationaliste quant à lui, se consacra à la défense et à la reconnaissance de l'œuvre de son ami disparu. Ōka Shohei publia Les œuvres complètes de Chūya Nakahara, qui contient aussi des poèmes inédits, des journaux personnels et de nombreuses lettres.
Un prix Chūya Nakahara a été créé en 1996 par la ville de Yamaguchi avec le soutien des éditeurs Seidosha et Kadokawa Shoten, récompensant des poètes caractérisés par une « sensibilité fraîche » (shinsen na kankaku). Le poète récompensé est également traduit en anglais.
En France, ce poète d'avant-garde demeure encore largement méconnu, alors qu'il doit beaucoup à la poésie de Rimbaud et à celle de Baudelaire. À la fin de sa courte existence, Chūya Nakahara était en train d'apprendre le français. Sa poésie a été largement traduite.
- En 1996, en l'honneur de Chūya Nakahara, un prix littéraire, le prix Nakahara Chūya fut institué par la ville de Yamaguchi, avec le soutien des maisons d'édition Seidosha et Kadokawa Shoten. Le prix est décerné annuellement à une collection remarquable de poésie contemporaine caractérisée par une « nouvelle sensibilité ». Le lauréat reçoit un prix d'une valeur d'un million de yen, et la collection gagnante est également publiée avec une traduction en langue anglaise.
- Le chanteur d'acid-folk Kazuki Tomokawa enregistra deux albums intitulés Ore no Uchide Nariymanai Uta et Nakahara Chuya Sakuhinnshu, où il met en musique des poèmes de Nakahara.
- Il a inspiré le personnage du même nom dans le manga Bungo Stray Dogs ainsi que dans le manga Bungo to alchimist.